# Antonius van Paduakerk (Keldonk)

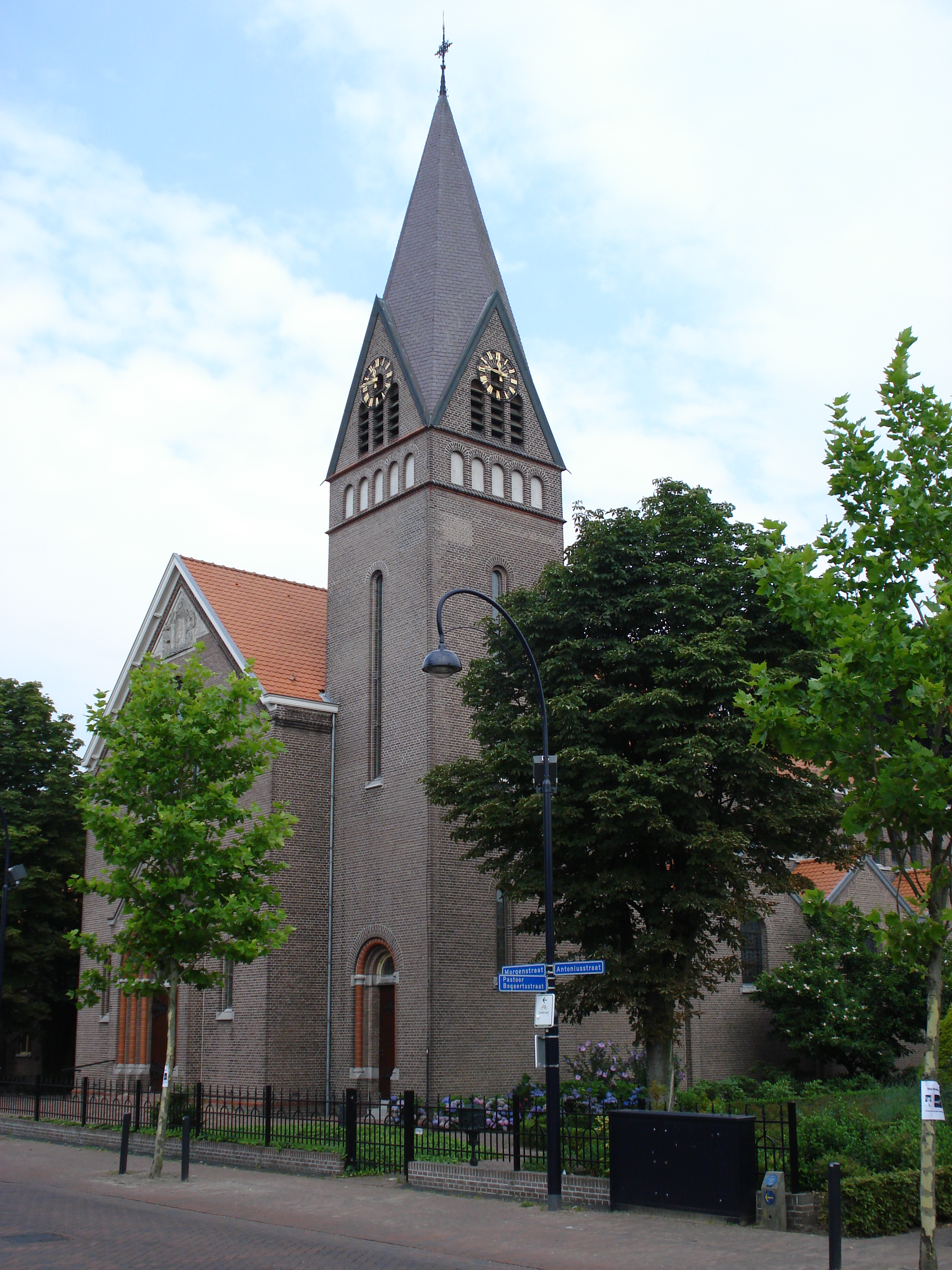
Antonius van Paduakerk

De Antonius van Paduakerk is de voormalige parochiekerk van de tot de Noord-Brabantse gemeente Meierijstad behorende plaats Keldonk. De kerk is gelegen aan de Morgenstraat 55.

## Geschiedenis
Vanouds behoorden de Keldonkse gelovigen tot de parochie van Erp. Toen het plaatsje groeide, werd er een parochie opgericht. Men bouwde een kerk, gefinancierd door de Kerkbouw-stichting. Voorwaarde was dat de kerk zou worden gewijd aan Antonius van Padua en dat Jos Margry de architect zou worden. Aldus geschiedde en in 1912 werd de kerk in gebruik genomen.
In 2023 werd besloten om de kerk te verkopen wegens teruglopend kerkbezoek. In afwachting van de bestemming van het gebouw werden er in 2024 nog missen in opgedragen.

## Gebouw
Het betreft een neoromaans bakstenen kerkgebouw met naastgebouwde toren die voorzien is van een achtkantige spits tussen vier topgevels. Het interieur wordt overkluisd door een tongewelf.